# 高野澄
高野 澄（たかの きよし、1938年10月1日 - 2023年4月20日）は、日本の歴史小説作家。日本ペンクラブ会員。

## 生涯
埼玉県生まれ。同志社大学文学部新聞学科卒業。立命館大学大学院文学研究科近代史専攻修了。立命館大学助手を経て作家となる。
当初、立命館の教授だった奈良本辰也との共著が多かったが、実質高野の単著だったらしいことが、文庫化に際して単著扱いになることで分かる。
大河ドラマにあやかった著書が多かったが、近年は辻潤など近代人の伝記に力を入れていた。
2023年4月20日、心不全のため死去。84歳没。

## 著書

### 奈良本辰也共著
- 忘れられた殉教者 日蓮宗不受不施派の挑戦 小学館 1972 のちライブラリー
- 適塾（緒方洪庵）と松下村塾（吉田松陰）凡才を英才に変えた二大私塾の教育法 祥伝社（ノン・ブック）1977
- 西郷隆盛 角川選書 1979 のち徳間文庫
- 「葉隠」にみる処世決断 乱世ビジネス社会に生き残る 徳間書店 1986 「ビジネスマンの葉隠入門」文庫
- 京都の謎 祥伝社 1986 「京都・伝説とお伽噺の謎」天山文庫
- 謎の日本海賊 祥伝社 1986（ノン・ポシェット）

### 単著
- 天下とるのは一人だけ 信長と九鬼水軍 さ・え・ら書房 1973（日本史の目）
- 勝海舟 文藝春秋 1973 のち徳間文庫
- 性の日本史 卑弥呼から「女大学」までの女の知恵 徳間書店 1975
- 聖 写真でつづる日蓮宗不受不施派抵抗の歴史 国書刊行会 1977.4
- 敗走 幕末小藩の運命 創世記 1977.3
- 呂宋助左衛門 「黄金の日々」を生きた怪商 徳間書店 1977.10
- なさけの系譜 六興出版 1977
- 権力を握った女 北条政子・日野富子・淀君・春日局 主婦の友社 1978 「春日局と歴史を変えた女たち」祥伝社ノン・ポシェット
- 怒濤の時代 日本の青春 明治の群像 徳間書店 1979
- 賄賂の歴史 陰の日本史 日本書籍 1979 のち広済堂文庫
- 変わり者の日本史 したたかに生きた男たち 広済堂出版 1980
- 学校で教えられなかった明治以後の歴史 日本実業出版社 1980.9
- 歴史に学ぶ老いの知恵 ミネルヴァ書房 1980
- 豊臣秀吉 さ・え・ら書房 1981（少年少女伝記読みもの）
- 敗者は復讐により復活する 幕末小藩秘話 力富書房 1982（リキトミブックス）
- 銭神はかく語りき 借金貸金物語 力富書房 1983（リキトミブックス）
- 西郷隆盛よ、江戸を焼くな 読売新聞社 1986
- 胚芽米読本 白米信仰と日本人 論創社 1988.3
- 織田信長おもしろ事典 紀行社 1988
- まんが日本史キーワード 9冊 さ・え・ら書房 1989-1991
- 読める年表 8 昭和篇 自由国民社 1989.4
- 栄西 淡交社 1990（京都・宗祖の旅）
- もののはじまりシリーズ 5冊 ポプラ社 1990
- 幕末・維新の群像 第5巻 板垣退助 PHP研究所 1990（歴史人物シリーズ）
- 伝宮崎滔天 日中の懸橋 徳間文庫 1990
- 21世紀への西郷隆盛 変革の時代の生き方研究 自由がいるとき心の西郷が甦る 徳間書店 1990
- 京都の謎 戦国編 祥伝社 1991（ノン・ポシェット）
- 大杉栄 清水書院 1991（Century books）
- 京都の謎 伝説編 祥伝社 1991（ノン・ポシェット）
- 宣教師が見た織田信長 徳間文庫 1992.1
- 京都の謎 幕末維新編 祥伝社 1992（ノン・ポシェット）
- 伊勢神宮の謎 なぜ日本文化の故郷なのか 祥伝社 1992（ノンポシェット）
- 歴史人物ここだけの話 「他言無用」と彼らは言った PHP研究所 1992
- 重くて遠き道 徳川家康 広済堂出版 1992
- 大江戸おもしろ侍顛末記 勁文社文庫 1993
- 大石内蔵助の謎 毎日新聞社 1993（ミューブックス）
- 竜馬海援隊夢と志 経営書院 1993
- 琉球紀行 徳間文庫 1993
- 上杉鷹山の指導力 PHP研究所 1993 のち文庫
- 炎の女日野富子 徳間文庫 1994
- 細川護煕家の謎 徳間オリオン 1994
- 徳川吉宗の謎 毎日新聞社 1994
- 秀吉の大いなる疑問 毎日新聞社 1995.10
- 実説水戸黄門 毎日新聞社 1995.6
- 文学でめぐる京都 岩波ジュニア新書 1995.8
- 毛利元就の野望 毎日新聞社 1996.11
- 安藤昌益と『ギャートルズ』 舞字社 1996.10
- 江戸の天狗騒動 読売新聞社 1996
- 名前おもしろ話 淡交社 1997.7
- 烈公水戸斉昭 毎日新聞社 1997.5
- 徳川慶喜評判記 同時代人が語る毀誉褒貶 徳間文庫 1997.12
- 徳川慶喜 近代日本の演出者 日本放送出版協会 1997（NHKブックス）
- 今昔京都ふしぎ紀行 京都新聞社 1998.7
- 忠臣蔵とは何だろうか 武士の政治学を読む 日本放送出版協会 1998（NHKブックス）
- 熊野三山・七つの謎 日本人の死生観の源流を探る 祥伝社 1998（ノン・ポシェット）
- 徳川三代天下人への賭け 百瀬明治共編 アートダイジェスト 1999.11
- 井伊直政 逆境から這い上がった勇将 PHP文庫 1999
- 歴史人物意外なウラ話 笑える話・恥ずかしい話・驚きのエピソード PHP文庫 2000
- 日蓮 法華一乗に生きた孤高の傑僧 PHP文庫 2000
- 麒麟、蹄を研ぐ 家康・秀忠・家光とその時代 日本放送出版協会 2000.1
- 歴史の京洛東を歩く（北・西・中・南）淡交社 2001-2002（新撰京の魅力）
- 「もしも…」の日本戦国史 ベスト新書 2001
- 物語廃藩置県 新人物往来社 2001.3
- 蒙古襲来から国を護った北条時宗と鎌倉時代 勁文社「大文字」文庫 2001
- 山本権兵衛 日本海軍を世界レベルに押し上げた男 PHP文庫 2001
- 太宰府天満宮の謎 菅原道真はなぜ日本人最初の「神」になったのか 祥伝社黄金文庫 2002
- 北条早雲 学研M文庫 2002
- すらすら読める「平家物語」PHP文庫 2002
- 藤堂高虎 学研M文庫 2002
- 武芸者で候 武蔵外伝 日本放送出版協会 2003.2
- 坂本龍馬33年の生涯 三修社 2003.9
- 京の名墓探訪 京に生き、京に眠る 淡交社 2004（新撰京の魅力）
- 清河八郎の明治維新 草莽の志士なるがゆえに 日本放送出版協会 2004（NHKブックス）
- 京都の謎 東京遷都その後 祥伝社黄金文庫 2004
- 図解雑学 幕末・維新 ナツメ社 2005.2
- おぼえておきたい京の名せりふ 京都新聞 2005.2
- 平家の棟梁平清盛 夢と栄華の世界をひらいた男 淡交社 2005.7
- 風狂のひと辻潤 尺八と宇宙の音とダダの海 人文書館 2006.7
- 新・京都の謎 PHP文庫 2008.5
- オイッチニーのサン 「日本映画の父」マキノ省三ものがたり PHP研究所 2008.10
- 京都魅惑の町名 由来と謎をたずね歩く PHP研究所 2009.7

## 編訳
- 剣禅話 山岡鉄舟徳間書店 1971
- 勝海舟文言抄 徳間書店 1974
- 甲子夜話 松浦静山 徳間書店 1978.4
- 江戸の笑い話 人文書院 1995.1